# Tom Zbikowski
Thomas Michael Zbikowski o Tomy Z (Park Ridge, 22 de mayo de 1985) es un jugador de fútbol americano que juega para los Indianapolis Colts en la posición de safety además de ser boxeador profesional, fue elegido por los Ravens en el Draft del 2008, su época de colegial la jugó en la Universidad de Notre Dame desde el 2003 hasta el 2007.

## Biografía
Thomas Michael Zbikowki, nacido en Park Ridge, Illinois, es el menor de los 4 hijos del matrimonio entre Edmund Richard Zbijowski y Susan Lois Zbikowski (Susan Lois Schatz), con lo que tiene ascendencia polaca por el lado paterno y alemana por el materno. Creció en Arlington Heights, Illinois. Estudió primaria en la Greenbrier Elementary School y la Thomas Middle School, ambas en Arlington Heights, Illinois. Sus estudios de secundaria los realizó en Buffalo Grove High School, en Buffalo Grove, Illinois. Se graduó de Buffalo Grove en 2003 habiendo jugado para los Buffalo Grove Bills durante su periodo de estudiante de secundaria: en esta etapa jugó como quarterback donde impuso un récord de su escuela en total de puntos conseguidos, con un total de 202 y 2375 yardas de carrera, para un promedio de 7.4 por acarreo y 32 touchdowns.

## Fútbol americano

### Universidad
Él asistió a la Universidad de Notre Dame donde tuvo una carrera exitosa, fue safety destacado durante dos de los 4 años que jugó en la universidad durante este tiempo también debutó como boxeador profesional el 10 de junio de 2006 en una pelea contra Robert Bell por la categoría de pesos pesados , fue elegido por los Baltimore Ravens en el draft del año 2008 en la tercera ronda siendo la elección número 86 de ese Draft

### Baltimore Ravens
En la temporada inicial del año 2008 no logró la titularidad pero jugó 16 partidos logrando 19 tackles. En la temporada 2009 jugó su primer partido como titular dicha temporada  y logró iniciar 4 partidos, teniendo 29 tackles combinados y 2 intercepciones. Para la temporada del 2010 logró jugar 8 partido seis de estos como titular, pero una lesión hizo que no pudiera tener más participación

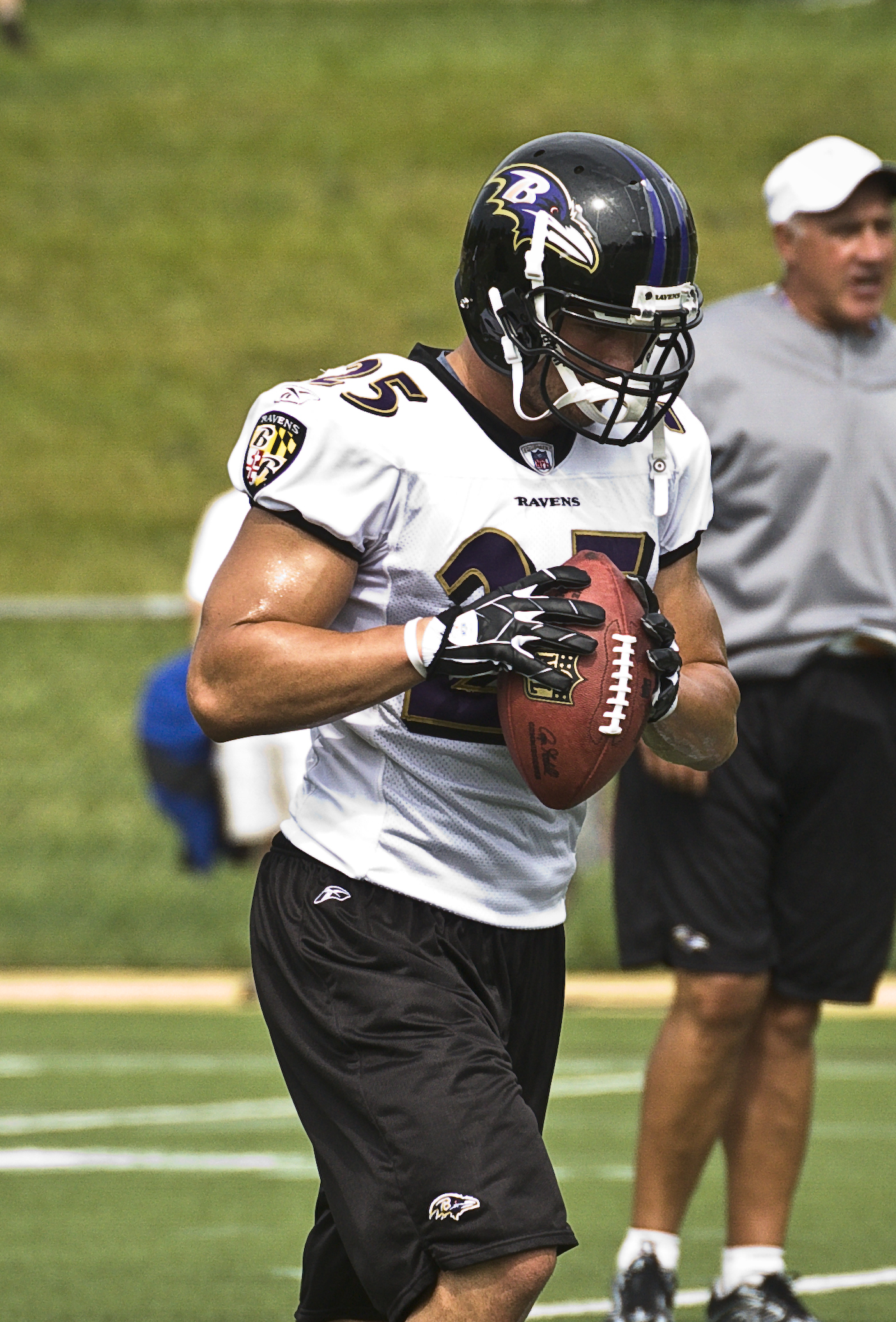
Zbikowski practicando con los Ravens en el 2008.

### Indianapolis Colts
Zbikowski firmado con los Indianapolis Colts el 16 de marzo de 2012.

## Carrera en el boxeo
Participó en el circuito amateur logrando participar en 100 peleas. Fue campeón de los Guantes de Oro de Chicago. Dio el salto a profesional el 10 de junio de 2006, Zbikowski hizo su debut en el Madison Square Garden en Nueva York, derrotando a su oponente Robert Bell de Akron, Ohio, por Knout a los 49 segundos de la primera ronda, firmó un contrato para disputar tres luchas más, hizo una pelea de exhibición contra Ryan St. Germain en marzo 3 del año 2007, en el Belterra Casino y Resort en Belterra, después de la temporada del 2008 decidió ponerle fin a su carrera como boxeador para enfocarse en el football americano.
En marzo de 2011 mientras la NFL afrontaba un paro de jugadores dejaba en el limbo la realización de la temporada del 2011 Tom Zbikowski conocido también como “Tommy Z“ decidió reincorporarse al boxeo profesional, ganándole al británico Richard Bryant en el 1:45 minuto del primer asalto, en una pelea de los pesos pesados disputada en el  MGM de Las Vegas Nevada.
El 27 de marzo de 2011 aun con el futuro incierto de la NFL y en un ambiente dominado por las noticias de la huelga, Tom Zbikowski tuvo una tercera pelea en la cual triunfó por decisión sobre Cable Grummett, las puntuaciones fueron 39-36, 39-36, 38-37 dándole una victoria por decisión unánime , según el periódico The Baltimore Sun, Zbikowski peleo contra un rival 9 kilos más pesado que y le provocó una hemorragia nasal en le tercer asalto. Según la empresa Top Rank Boxin la próxima pelea de Tommy Z se efectuaría el 23 de abril en el Native American Casino en Dallas Texas, para este momento de su carrera en la NFL Tommy Z aún no había firmado un contrato como agente libre con restricciones con los Ravens dejando una oportunidad de convertirse agente libre sin restricciones para la temporada del 2012.

## Problemas de dopaje
En la etapa en la cual la NFL se encontraba en medio de un paro laboral y la mayor proyección profesional de Tommy Z era en su carrera como boxeador,  el 26 de abril del año 2011 se dio a conocer en el periódico Chicago Sun-Times que después de su última pelea había dado positivo en la prueba de dopaje: aunque hizo y superó unas pruebas de dopaje independientes, a pesar de esto según las reglas de la comisión de boxeo fue suspendido por 45 días. Zbikowski nunca había dado positivo en un control de esta naturaleza durante su carrera deportiva y alegaba su completa inocencia: presentó una apelación y se mostraba muy seguro de cuál sería el resultado de esta.